# Буди (Седлецький повіт)
Буди (пол. Budy) — село в Польщі, у гміні Водине Седлецького повіту Мазовецького воєводства.
Населення — 40 осіб (2011).
У 1975—1998 роках село належало до Седлецького воєводства.

## Демографія
Демографічна структура станом на 31 березня 2011 року:
|          | Загалом | Допрацездатний вік | Працездатний вік | Постпрацездатний вік |
| -------- | ------- | ------------------ | ---------------- | -------------------- |
| Чоловіки | 25      | 6                  | 17               | 2                    |
| Жінки    | 15      | 3                  | 7                | 5                    |
| Разом    | 40      | 9                  | 24               | 7                    |